# فان هوي لي
فـان هوي لي (بالفيتنامية: Phan Huy Lê)‏ هو مؤرخ فيتنامي، ولد في 23 فبراير 1934 في Thạch Châu ‏ في فيتنام، وتوفي في 23 يونيو 2018 في هانوي في فيتنام بسبب مرض قلبي وعائي.